# СайтГраунд Хостинг
„СайтГраунд Хостинг“ ЕООД е българско предприятие за уеб хостинг със седалище в София.
Води началото си от 2004 година, като в сегашния си вид – собственост на регистрираната в Кипър „СайтГраунд Кепитъл“, контролирана от основателя Иво Ценов – е регистрирана през 2016 година. „СайтГраунд“ се развива много бързо и през следващите години се налага като един от основните доставчици на уеб хостинг в световен мащаб. Към 2022 година има обем на продажбите около 238 милиона лева и около 500 служители в София, Пловдив и Стара Загора.